# أندي فليتشير
أندي فليتشير (بالإنجليزية: Andy Fletcher)‏ هو حكم كرة قاعدة ‏ أمريكي، ولد في 17 نوفمبر 1966 في ممفيس في الولايات المتحدة.